# Jan Koprivec
Jan Koprivec (Capodistria, 15 luglio 1988) è un calciatore sloveno, portiere del Koper.

## Carriera

### Club
Inizia a giocare in patria nelle giovanili del Koper. Nell'estate 2007 si trasferisce in Italia, al Cagliari, esordendo con i sardi il 29 agosto dello stesso anno, nel terzo turno di Coppa Italia contro il Siena (vittoria per 2-1). Nel luglio 2008, dopo essersi svincolato, si accasa all'Udinese.
In Friuli, nonostante la giovane età, in poco tempo riesce a conquistare il ruolo di secondo portiere alle spalle del connazionale Samir Handanovič. Debutta ufficialmente con i bianconeri il 12 novembre, nella gara di coppa contro la Reggina, subentrando all'87' a Emanuele Belardi espulso per un fallo in area (sul penalty per i calabresi, Hallfreðsson tira alto sopra la traversa); nella serie decisiva dei rigori para i tiri di Viola sul 3-3 e Hallfreðsson sul 6-6, e segna lui stesso dal dischetto prima dell'errore decisivo di Tognozzi che consente ai friulani di qualificarsi agli ottavi di finale. Dopo questa prestazione risulta essere il migliore della partita, tanto che Handanovič lo giudica «un giovane con un ottimo potenziale». Esordisce in Serie A il 22 marzo 2009, entrando al 6' di Genoa-Udinese (2-0) al posto proprio dell'infortunato Handanovič.
Il 17 agosto seguente viene ceduto in prestito al Gallipoli, in Serie B, dove colleziona 11 gettoni. Per la stagione seguente ritorna a Udine in qualità di terzo portiere, senza mai scendere in campo. Nell'estate 2011 si trasferisce quindi in prestito al Bari, tuttavia anche qui trascorre l'intera stagione in panchina come secondo di Eugenio Lamanna.
Desideroso di giocare con più frequenza, il 19 giugno 2012 si trasferisce in comproprietà al Perugia, in Prima Divisione, dove ottiene subito un posto da titolare. Dopo aver sfiorato la promozione al primo anno in Umbria, perdendo la semifinale play-off contro il Pisa, al termine della stagione viene interamente riscattato dalla società biancorossa. Nell'annata 2013-2014 vince il campionato con la squadra perugina, conquistando l'approdo in Serie B; successo cui si aggiunge, a fine torneo, anche il trionfo nella supercoppa di categoria. Con la nuova stagione è inizialmente relegato in panchina dal nuovo arrivato Ivan Provedel, riconquistando il posto da titolare all'inizio del 2015 e raggiungendo, nell'ultimo suo campionato a Perugia, i play-off persi al turno preliminare contro il Pescara.
Nell'estate seguente, dopo otto anni trascorsi in Italia, si accasa ai ciprioti dell'Anorthōsis. Dopo due stagioni a Larnaca, si trasferisce per un altro biennio al Pafos, finché il 10 settembre 2019, dopo essersi svincolato, passa agli scozzesi del Kilmarnock. Il 6 agosto 2020, rimasto senza squadra, rientra in patria al Tabor Sežana.

### Nazionale
Più volte convocato nelle nazionali giovanili della Slovenia, è quasi sempre stato la riserva di Denis Petrić. Ha disputato le qualificazione per l'Europeo Under-21 2009 con la nazionale di categoria, giocando contro i pari età di Scozia (1-3) e Finlandia (0-0).
Il 14 novembre 2016 debutta in nazionale maggiore in un'amichevole contro la Polonia (1-1), subentrando a Vid Belec all'84'.

## Statistiche

### Presenze e reti nei club
Statistiche aggiornate al 22 gennaio 2021.
| Stagione          | Squadra           | Campionato        | Campionato | Campionato | Coppe nazionali | Coppe nazionali | Coppe nazionali | Coppe continentali | Coppe continentali | Coppe continentali | Altre coppe | Altre coppe | Altre coppe | Totale | Totale |
| Stagione          | Squadra           | Comp              | Pres       | Reti       | Comp            | Pres            | Reti            | Comp               | Pres               | Reti               | Comp        | Pres        | Reti        | Pres   | Reti   |
| ----------------- | ----------------- | ----------------- | ---------- | ---------- | --------------- | --------------- | --------------- | ------------------ | ------------------ | ------------------ | ----------- | ----------- | ----------- | ------ | ------ |
| 2007-2008         | Cagliari          | A                 | 0          | 0          | CI              | 2               | -1              | -                  | -                  | -                  | -           | -           | -           | 2      | -1     |
| 2008-2009         | Udinese           | A                 | 1          | -2         | CI              | 1               | 0               | CU                 | 0                  | 0                  | -           | -           | -           | 2      | -2     |
| 2009-2010         | Gallipoli         | B                 | 11         | -24        | CI              | -               | -               | -                  | -                  | -                  | -           | -           | -           | 11     | -24    |
| 2010-2011         | Udinese           | A                 | 0          | 0          | CI              | 0               | 0               | -                  | -                  | -                  | -           | -           | -           | 0      | 0      |
| Totale Udinese    | Totale Udinese    | Totale Udinese    | 1          | -2         |                 | 1               | 0               |                    | 0                  | 0                  |             | -           | -           | 2      | -2     |
| 2011-2012         | Bari              | B                 | 0          | 0          | CI              | 1               | -3              | -                  | -                  | -                  | -           | -           | -           | 1      | -3     |
| 2012-2013         | Perugia           | 1D                | 29+2       | -23 + -4   | CI+CI-LP        | 3+2             | -5 + -2         | -                  | -                  | -                  | -           | -           | -           | 36     | -34    |
| 2013-2014         | Perugia           | 1D                | 30         | -24        | CI+CI-LP        | 1+0             | -1              | -                  | -                  | -                  | SdL-1D      | 0           | 0           | 31     | -25    |
| 2014-2015         | Perugia           | B                 | 19+1       | -13 + -2   | CI              | 2               | -1              | -                  | -                  | -                  | -           | -           | -           | 22     | -16    |
| Totale Perugia    | Totale Perugia    | Totale Perugia    | 78+3       | -60 + -6   |                 | 8               | -9              |                    | -                  | -                  |             | 0           | 0           | 89     | -75    |
| 2015-2016         | Anorthōsis        | AK                | 25+8       | -19 + -16  | CC              | 5               | -6              | -                  | -                  | -                  | -           | -           | -           | 38     | -41    |
| 2016-2017         | Anorthōsis        | AK                | 26+7       | -27 + -9   | CC              | 4               | -9              | -                  | -                  | -                  | -           | -           | -           | 37     | -45    |
| Totale Anorthosis | Totale Anorthosis | Totale Anorthosis | 51+15      | -46 + -25  |                 | 9               | -15             |                    | -                  | -                  |             | -           | -           | 75     | -86    |
| 2017-2018         | Pafos             | AK                | 26+6       | -38 + -10  | CC              | 5               | -10             | -                  | -                  | -                  | -           | -           | -           | 37     | -58    |
| 2018-2019         | Pafos             | AK                | 0          | 0          | CC              | 0               | 0               | -                  | -                  | -                  | -           | -           | -           | 0      | -0     |
| 2019-2020         | Kilmarnock        | SP                | 5          | -9         | SC              | 1               | 0               | -                  | -                  | -                  | -           | -           | -           | 6      | -9     |
| 2020-2021         | Tabor Sežana      | 1. SNL            | 16         | -21        | PNZS            | 0               | 0               | -                  | -                  | -                  | -           | -           | -           | 16     | -21    |
| Totale carriera   | Totale carriera   | Totale carriera   | 191        | -211       |                 | 26              | -38             |                    | 0                  | 0                  |             | 0           | 0           | 217    | -249   |

### Cronologia presenze e reti in nazionale
| Cronologia completa delle presenze e delle reti in nazionale ― Slovenia | Cronologia completa delle presenze e delle reti in nazionale ― Slovenia | Cronologia completa delle presenze e delle reti in nazionale ― Slovenia | Cronologia completa delle presenze e delle reti in nazionale ― Slovenia | Cronologia completa delle presenze e delle reti in nazionale ― Slovenia | Cronologia completa delle presenze e delle reti in nazionale ― Slovenia | Cronologia completa delle presenze e delle reti in nazionale ― Slovenia | Cronologia completa delle presenze e delle reti in nazionale ― Slovenia |
| Data                                                                    | Città                                                                   | In casa                                                                 | Risultato                                                               | Ospiti                                                                  | Competizione                                                            | Reti                                                                    | Note                                                                    |
| ----------------------------------------------------------------------- | ----------------------------------------------------------------------- | ----------------------------------------------------------------------- | ----------------------------------------------------------------------- | ----------------------------------------------------------------------- | ----------------------------------------------------------------------- | ----------------------------------------------------------------------- | ----------------------------------------------------------------------- |
| 14-11-2016                                                              | Breslavia                                                               | Polonia                                                                 | 1 – 1                                                                   | Slovenia                                                                | Amichevole                                                              | -                                                                       | 84’                                                                     |
| Totale                                                                  |                                                                         | Presenze                                                                | 1                                                                       |                                                                         | Reti                                                                    | -0                                                                      |                                                                         |

## Palmarès

### Club

#### Competizioni nazionali
- Lega Pro Prima Divisione: 1

Perugia: 2013-2014 (girone B)
- Supercoppa di Lega di Prima Divisione: 1

Perugia: 2014